# Hoher Markt

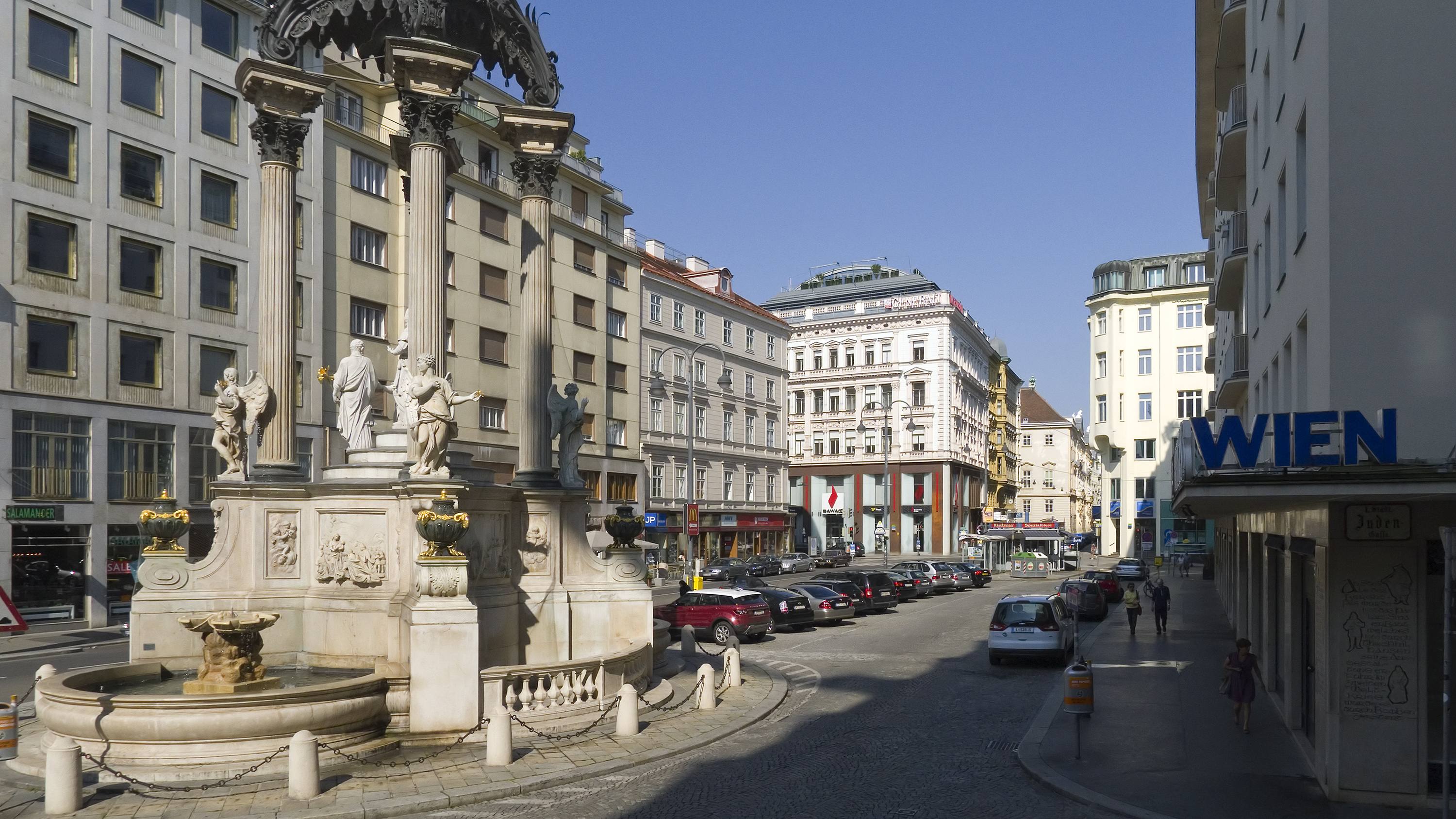
Der Hohe Markt Richtung Nordwesten mit der Abzweigung von (v. l. n. r.) Tuchlauben, Wipplingerstraße und Marc-Aurel-Straße

Der Hohe Markt ist einer der ältesten und geschichtsträchtigsten Plätze Wiens. Er befindet sich nördlich des Stephansplatzes inmitten der Altstadt des 1. Wiener Gemeindebezirks, der Inneren Stadt.

## Lage
- Nordwesten: Der rechteckige, langgestreckte Platz grenzt mit seiner nordwestlichen Schmalseite an den Straßenzug Tuchlauben / Marc-Aurel-Straße, eine ins Innere der Altstadt, Richtung Graben, führende Einbahn. An der Nordwestseite des Platzes wurde an der Abzweigung zu den Tuchlauben die Hausnummer Hoher Markt 6 vergeben, an der Abzweigung zur Marc-Aurel-Straße die Nr. 7. Zwischen diesen beiden Häusern zweigt die Wipplingerstraße (Einbahn stadtauswärts), in der sich das Alte Rathaus und die frühere Vorderfront der Böhmischen Hofkanzlei befinden, vom Hohen Markt ab.

- Nordosten: An der nordöstlichen Längsseite des Platzes wurden die Hausnummern 8 bis 11 vergeben. Zwischen den Häusern Nr. 9 und Nr. 10 zweigt die Judengasse in Richtung Ruprechtskirche und Stadttempel ab.

- Südwesten: Die Häusernummerierung des Hohen Marktes beginnt im Südwesten, Ecke Bauernmarkt, mit Nr. 1, und endet an dieser Seite im Nordwesten Ecke Tuchlauben mit Nr. 5. Die südwestliche Längsseite des Hohen Marktes bildet heute eine durchgehende Häuserfront, doch besteht in Haus Nr. 4 ein Fußgängerdurchgang zu Landskrongasse und Wildpretmarkt.

- Südosten: Hier grenzt der Platz an den Bauernmarkt, eine schmale, querende Gasse (mit der Ankeruhr), zwischen deren Ästen der kurze Lichtensteg zur Rotenturmstraße, Verbindung vom Stephansdom zum Donaukanal, und zum Lugeck, einem kleinen Platz am Beginn von Sonnenfelsgasse und Bäckerstraße, führt. An dieser Schmalseite des Platzes befindet sich nördlich der Ecke zum Lichtensteg das Haus Nr. 12; das ist die höchste auf dem Hohen Markt vergebene Hausnummer.

## Geschichte

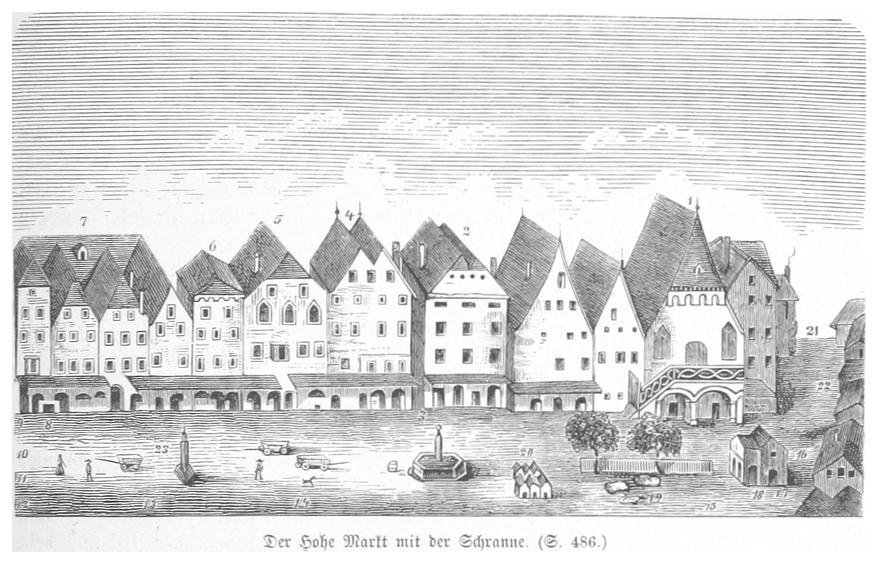
Historischer Stich des Hohen Markts, Situation vermutlich 16./17. Jh. (aus Bermann: Alt- und Neu-Wien, 1880)

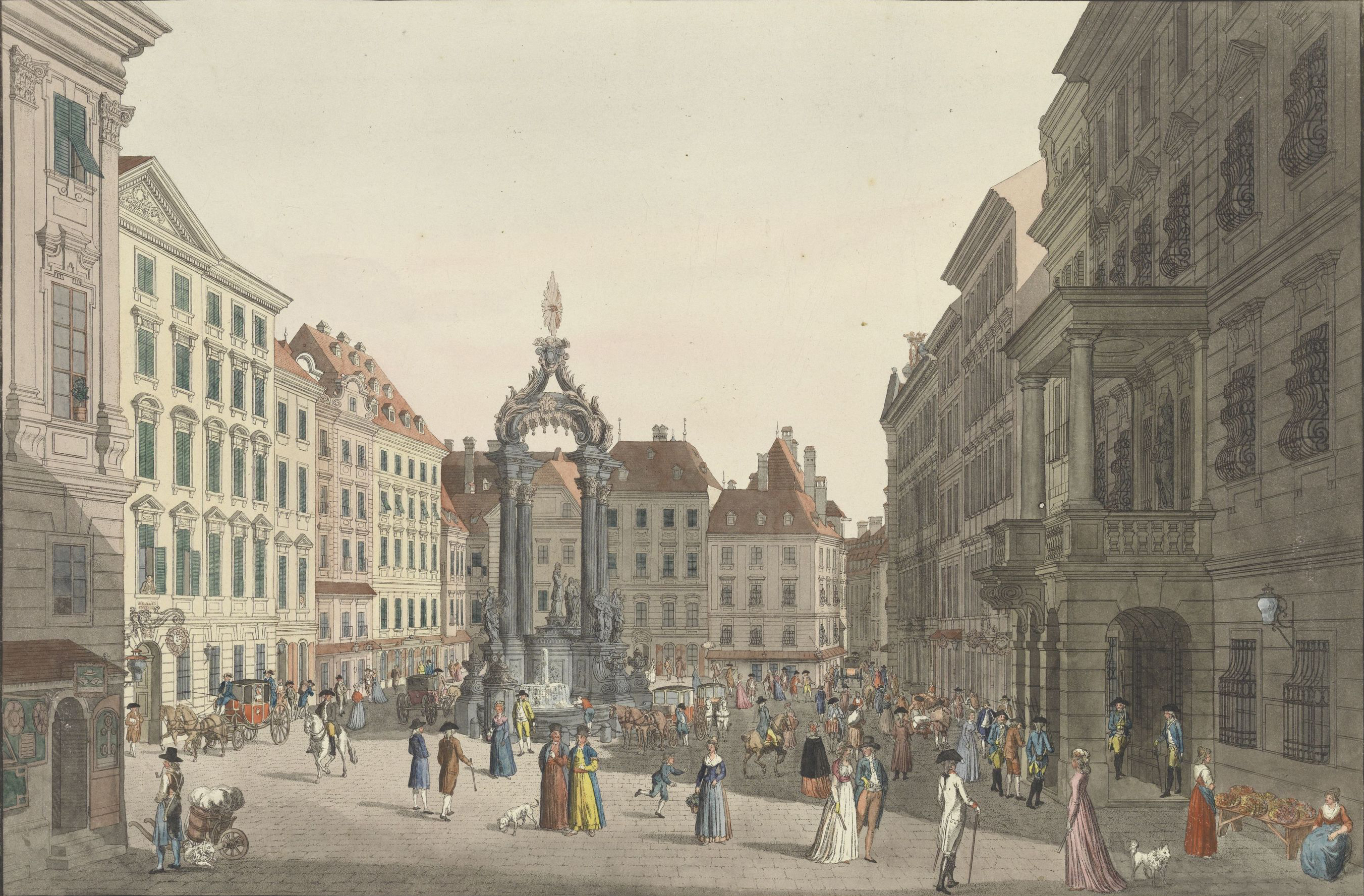
Carl Schütz: Der Hohe Markt (1793)

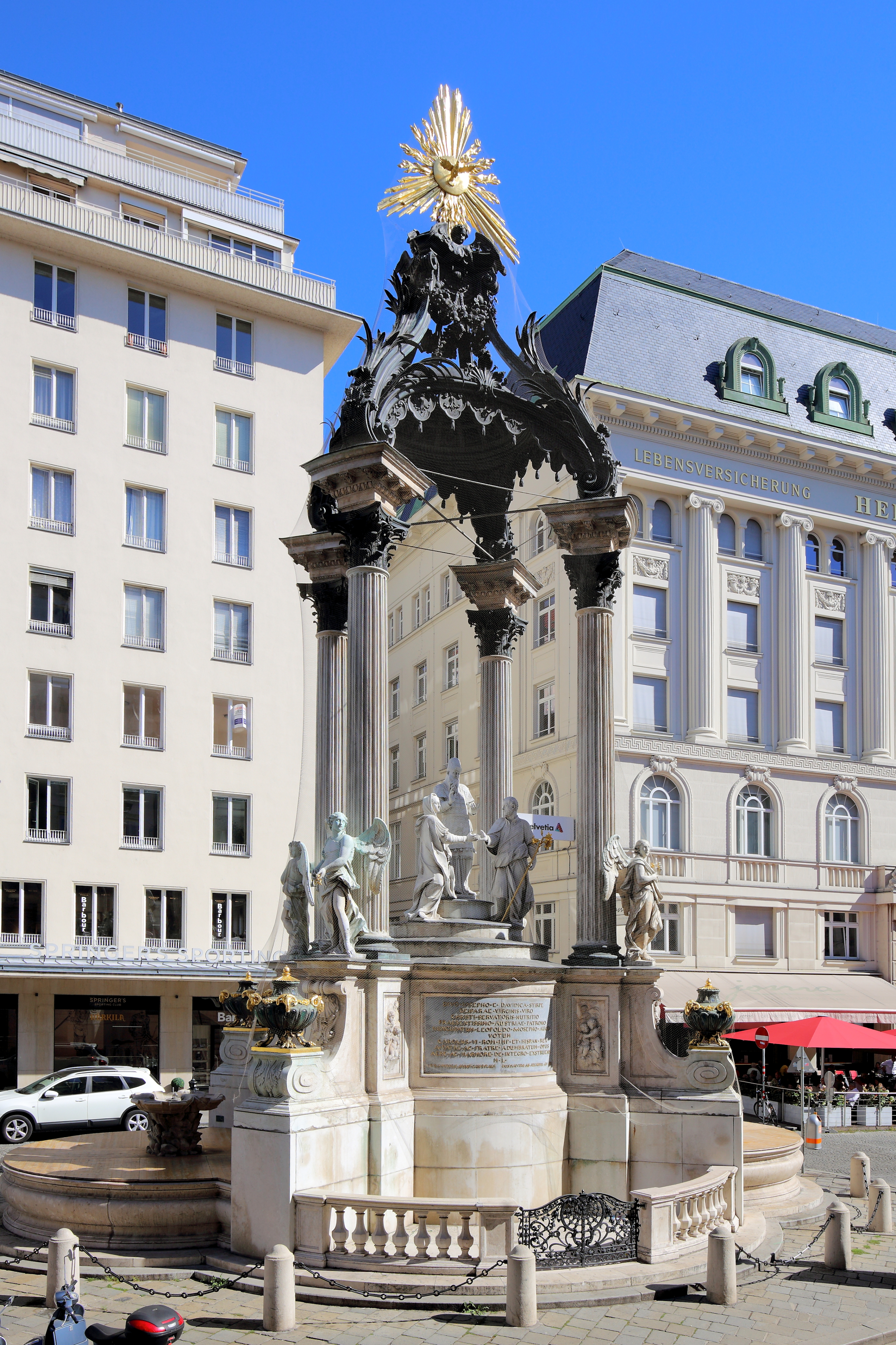
Der 18,5 m hohe Vermählungsbrunnen

Der Hohe (im Sinne von: wichtige) Markt liegt über den Ruinen der sogenannten Tribunenhäuser (Stabsoffiziersquartiere) des ehemaligen römischen Legionslagers Vindobona, knapp nördlich seiner Hauptstraße Via principalis. Im Mittelalter war der Hohe Markt ein Zentrum des bürgerlichen Wiens und war von zahlreichen Zunfthäusern umgeben. Es wurde vor allem mit Lebensmitteln und Textilien gehandelt. Von 1325 bis 1839 befand sich hier das Wiener Kriminalgericht, bis 1850 das magistratische Zivilgericht; anfangs etwa bei der heutigen Nr. 11, dann in der nordwestlichen Ecke des Platzes (heutige Nr. 5) stand die Schranne, das Gerichtsgebäude, mit der hauseigenen Kapelle „Zur Todesangst Christi“. Von der Terrasse der Schranne aus wurden die Gerichtsurteile verlesen; die Hinrichtungsstätte war zumeist anderswo, meist außerhalb der Stadtmauern. Vor der Schranne war ein Pranger aufgestellt. Der Pranger erfuhr 1455 bis 1456 eine Neuerrichtung durch den Dombaumeister Laurenz Spenning, wobei "die Heranziehung dieses prominenten Meisters und die beträchtliche Höhe der Baukosten (insgesamt 217 Pfund 3 Schilling 11 Pfennig) ... darauf schließen" lassen, "dass der neue Pranger künstlerisch ausgestaltet war".
Anstelle des abgebrochenen Prangers wurde 1706 aufgrund einer testamentarischen Verfügung Leopolds I. in der Mitte des Platzes der Vermählungsbrunnen (auch: Josephsbrunnen) errichtet, der der Vermählung Josephs mit Maria gewidmet ist. Der ursprüngliche Brunnen war von Johann Bernhard Fischer von Erlach aus Holz gefertigt wurden und wurde 1729 bis 1732 von dessen Sohn Joseph Emanuel Fischer von Erlach auf Geheiß Karls VI. aus Marmor mit einem Bronzebaldachin neu errichtet. Die Skulpturengruppe der Vermählung stammt von Antonio Corradini.
An der von Franz Matsch im Jugendstil geschaffenen, den Bauernmarkt an seiner nordöstlichen Abzweigung vom Hohen Markt (bei Nr. 11) überspannenden Ankeruhr bewegt sich immer zur vollen Stunde eine Persönlichkeit aus der Wiener Geschichte über die Brücke, während dazu Musik erklingt. Ein weiteres Bauwerk aus dem Jugendstil war bis 2014 eine öffentliche Toilette im Untergrund im südöstlichen Teil der Platzmitte (zwischen den Häusern Nr. 1 und Nr. 10–11). Sie war eine Nachbildung der Öffentliche Bedürfnisanstalt am Graben und wurde aufgrund ihres schlechten Zustands gesperrt und 2014 zugeschüttet.
Einst säumten Palais und elegante Häuser den Platz, wie das Palais Arnstein der Salonnière Fanny von Arnstein auf Nr. 1 und das Palais Sina auf Nr. 8. Der Platz wurde im Zweiten Weltkrieg durch Fliegerbomben schwer zerstört, der Wiederaufbau erfolgte im schlichten architektonischen 1950er-Jahre-Stil der Nachkriegszeit. Von der Altbausubstanz blieben am Ende nur vier Gebäude übrig.
Durch die Zerstörung der Altbauten und im Zuge des Wiederaufbaus wurden um 1948 Überreste römischer Offiziershäuser entdeckt, die seit 1950 im Römermuseum, Hoher Markt 3, besichtigt werden können.

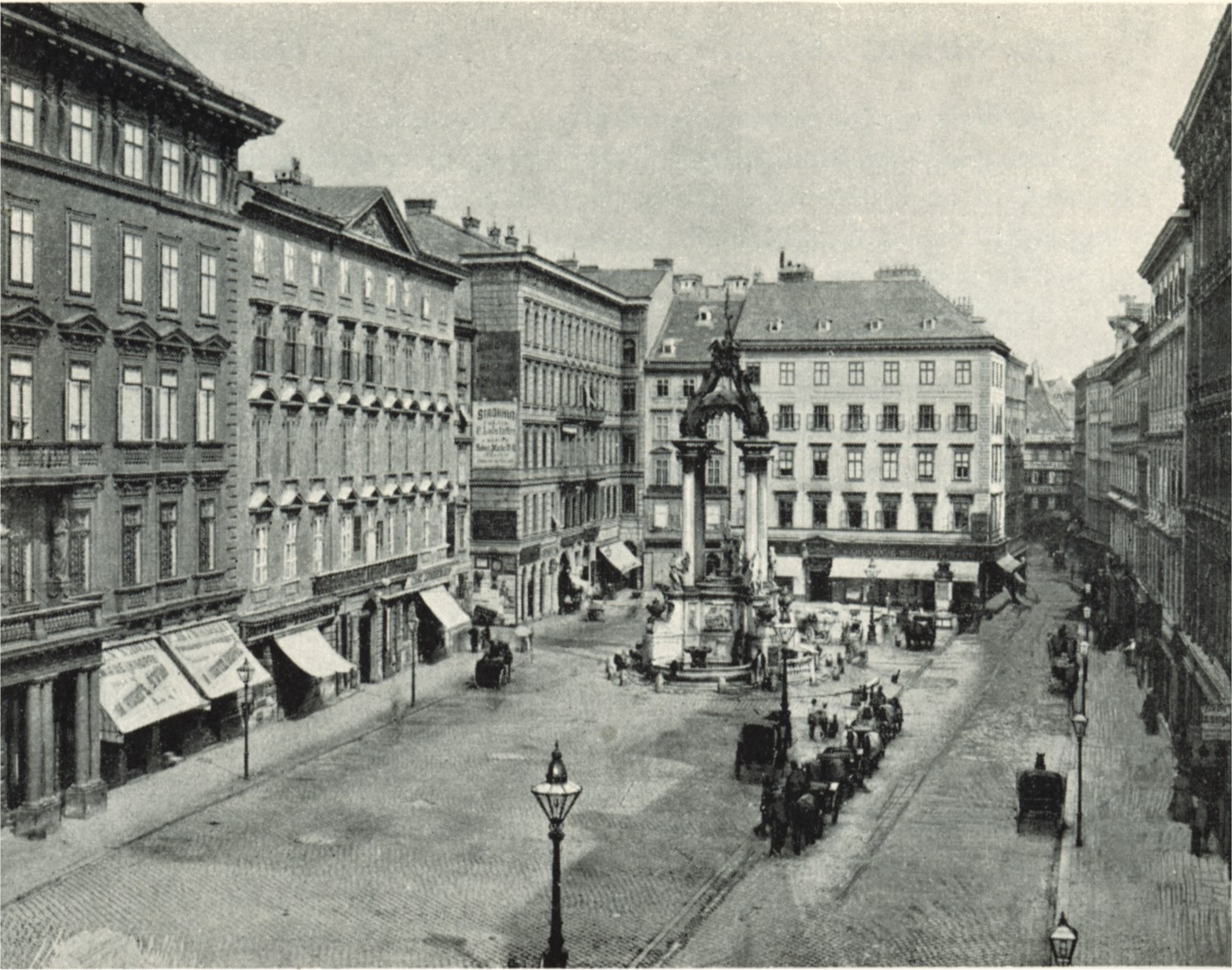
Der Hohe Markt Richtung Südosten um 1898, mit dem Vermählungsbrunnen; rechts im Hintergrund der Lichtensteg zur Rotenturmstraße
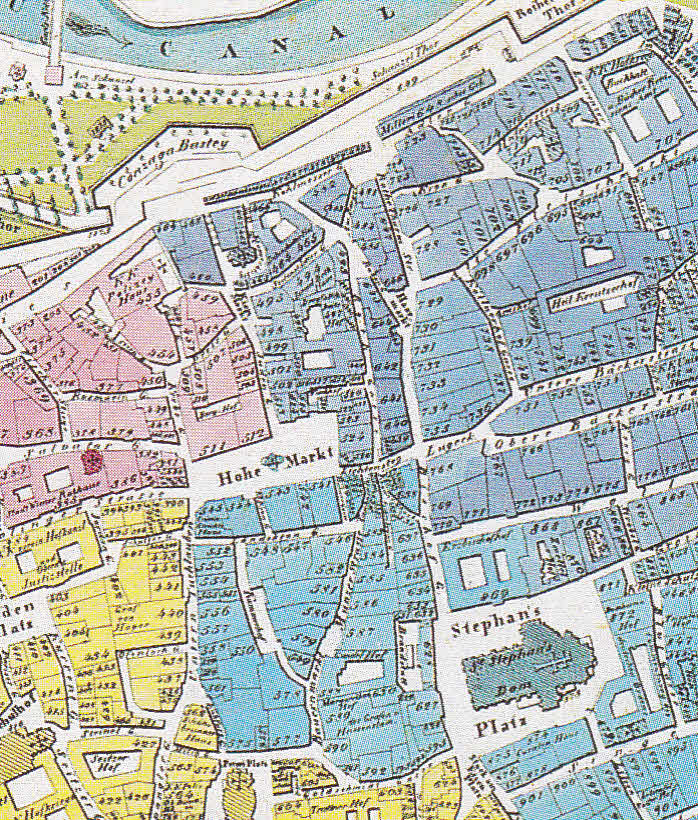
Der Hohe Markt auf einem Stadtplan von Carl Graf Vasquez um 1830; die Stadtviertel sind eingefärbt: rosa = Schottenviertl; dunkelblau = Stubenviertl; gelb = Wimmerviertl; hellblau = Kärnthnerviertl; Norden entspricht etwa 10.30 Uhr
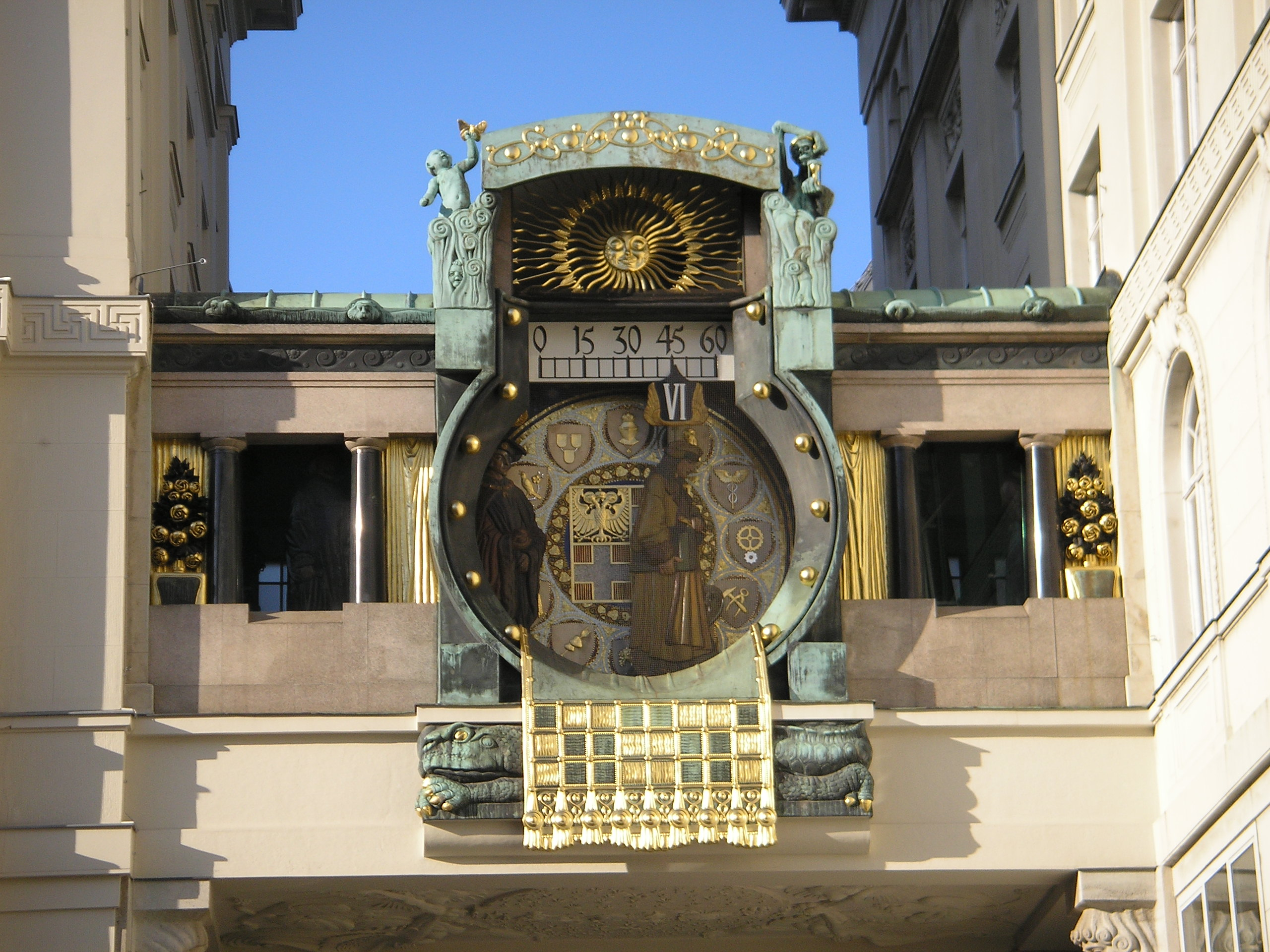
Die Ankeruhr aus dem Jugendstil, die an der nordöstlichen Abzweigung vom Hohen Markt den Bauernmarkt überspannt, ist eine bekannte Touristenattraktion